# Psocus crosbyi
Psocus crosbyi är en insektsart som beskrevs av Chapman 1930. Psocus crosbyi ingår i släktet Psocus och familjen storstövsländor. Inga underarter finns listade i Catalogue of Life.